# 安德鲁·默撒
安德鲁·默撒（英語：Andrew Murtha，1965年10月19日—），澳大利亚男子短道速滑运动员。他曾代表澳大利亚参加1992年和1994年冬季奥林匹克运动会短道速滑比赛，获得一枚铜牌。